# 彭友徳
彭友徳（朝鮮語: 팽우덕）は、中国明の将軍であり、朝鮮氏族の浙江彭氏の始祖である。
壬辰倭乱の時に援軍として明から李氏朝鮮に派兵された。彭友德は息子の彭信古とともに多くの戦功を挙げ、彭友德と彭信古の子孫は李氏朝鮮に帰化した。